# ハイファ・アル＝マンスール

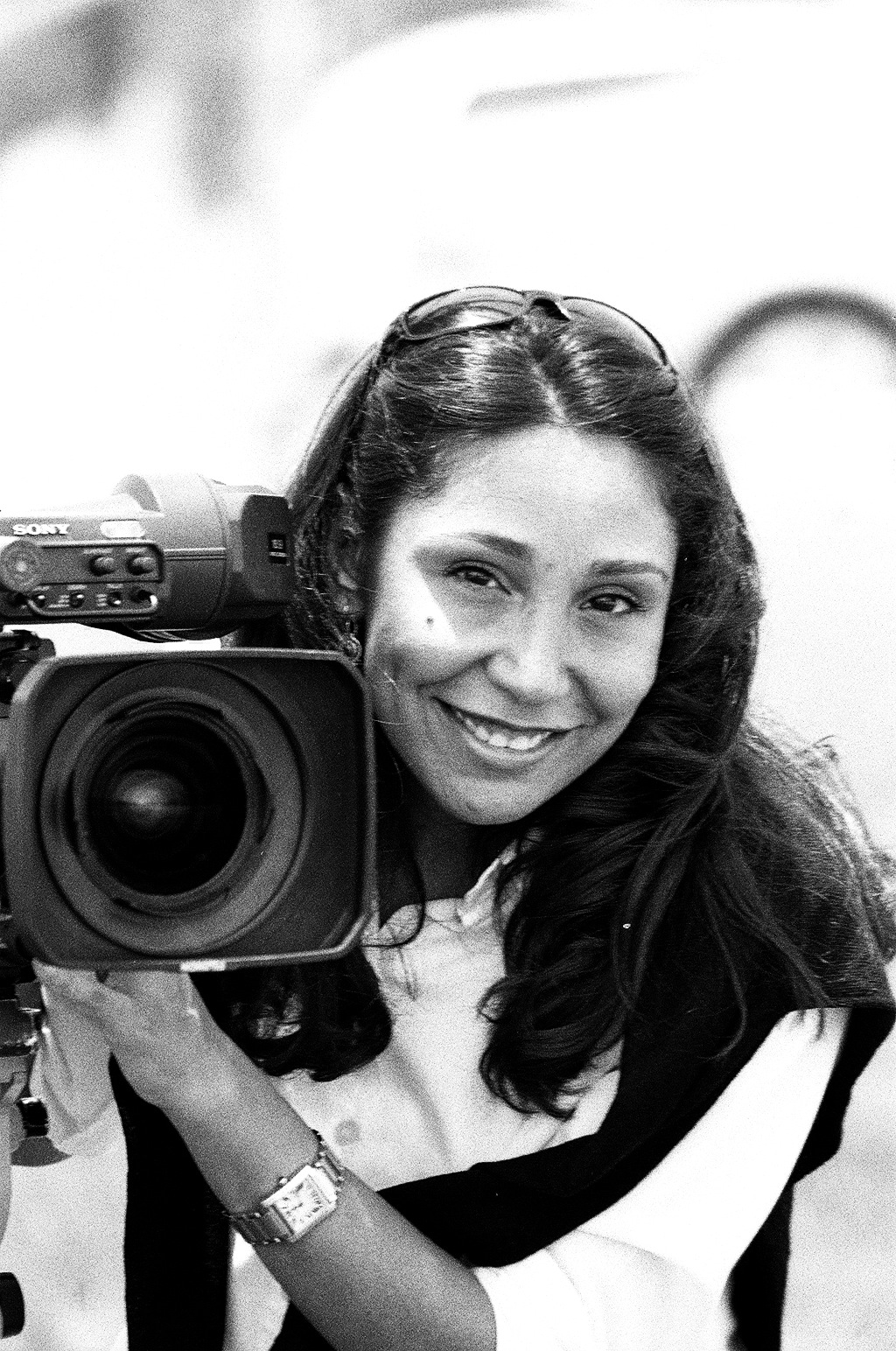
ハイファ・アル＝マンスール

ハイファ・アル＝マンスール（アラビア語: هيفاء المنصور, Hayfāʾ al-Manṣūr, ハイファー・アル＝マンスール、英字表記：Haifaa al-Mansour、1974年8月10日 - ）は、サウジアラビア出身の女性映画監督。

## 来歴
12人きょうだいの8番目として生まれた。同国では保守的思想の影響による娯楽規制で（2013年現在も）映画館はないものの、家庭でのソフトの視聴は可能。幼少期に子守り代わりとしてレンタル作品をたくさん見せられたことで、映画製作を志すようになったという。
1997年にカイロ・アメリカン大学を卒業。帰国後に3本の短編映画を製作。その後、アメリカ人外交官（2013年現在の夫）と共にオーストラリアに移り、シドニー大学で映画学を学んだ。
長編デビュー作となった『少女は自転車にのって』（第86回アカデミー賞外国語映画賞出品作）はサウジアラビア初の女性監督作品 で、また、すべての撮影を国内で行い すべての役柄をサウジの俳優が演じた初の長編映画といわれる。
しかし、女性監督であるが故に殺害予告を受ける。
長編二作目は『フランケンシュタイン、あるいは現代のプロメテウス』を書いたメアリー・シェリーの伝記映画『メアリーの総て』で、日本では2018年12月15日に公開された。